# Роберт Меткалф
Роберт (Боб) Меткалф (рођен 7. априла 1946) инжењер-предузетник је из Сједињених Америчких Држава који је био пионир у успостављању интернета током 70-их година 20. века, копроналазач етернета, саоснивач предузећа 3COM и формулисао је Меткалфов закон.  Почевши од 2011. године, предаје као професор Иновација и предузетништва на Универзитету Тексас у Остину. Меткалф је примио бројне награде, укључујући најпрестижнију на институту IEEE (IEEE Medal of Honor) и Националну награду за технологију и иновацију, за доприос у развоју Етернет технологије. Он је препознатљив по својој погрешној процени о колапсу интернета, бежичне мреже и отвореног софтвера.

## Детињство и младост
Рођен је 1946. године у Бруклину, Њујорк. Његов отац је био техничар специјализован за жироскопе. Мајка му је била домаћица, али је касније постала секретарица у средњој школи. 1964. завршава средњу школу и придружује се МИТ-у 1946. Коначно завршава студије 1969. са две дипломе. Прва је била за инжењера, док је друга била за индустријског менаџера. Након тога, одлази на Харвард и тамо завршава мастер студије у области примењене математике 1970. године.

## Каријера
Завршавајући докторске студије у области информатичке науке, Меткалф је почео рад на пројекту MAC са MIT, након што је Харвард одбио да му допусти да буде главни одговорни за повезивање школа са ARPAnet (The Advanced Research Projects Agency Network). На овом пројекту, он је био одговоран за изградњу хардвера који би повезивали МИТ-еве минирачунаре са ARPAnet. Меткалфова опчињеност ARPAnet-ом навела га је управо да ово буде тема његове докторске дисертације. Прва верзија докторске дисертације била је одбијена. Инспирација за нову дисертацију дошла је док је радио у Xerox PARC (истраживачка компанија са седиштем у Калифорнији, специјалиозавана за области информационих технологија и хардверског система), када је прочитао документ о Алоха мрежи на Универзитету Хаваја. Он је идентификовао и уклонио неке недостатке у моделу AlohaNet, и учинио своју анализ те мреже делом својеје тезе. Након ове и других ревизија зарадио је своје докторско звање на Харварду 1973. године.
Меткалф је радио у PARC 1973. године када је заједно са Давидом Богсом изумео Етернет, који је иницијално био осмишљен као концепт који повезује рачунаре на кратким раздаљинама. Меткалф је узео за дан рођења Етернета 22. мај 1973. године, када је објавио чланак „Алто Етернет” који је садржао груб схематски приказ о томе како би он требало да функционише. „То је први пут да се Етернет појављује као реч, као и идеја да се коаксијални кабал користи као етар, где би станице које учествују, као у AlohaNet или ARPAnet, уносиле своје пакете података. Они би путовали унаоколо брзином од око мегабита у секунди, долазило би до судара, ретрансмисија и одустајања“, објаснио је Меткалф. Са друге стране Богс је идентификовао дан настанка Етернета као 11. новембар 1973. године, када је систем заправо прорадио.
Године 1979, Роберт је постао саоснивач предузећа 3Com, произвођача компјутерске мрежне опреме, у свом стану у Поло Алту. Године 1980, добио је ACM Грејс Хопернаграду као признање за његов допринос развоју локалних мрежа, посебно Етернета. Меткалф је напустио 3Com услед неслагања са управним одбором, кад је одбор изабрао Ерика Бенхамоуа да наследи Била Крауса на позицији извршног директора уместо њега. Он је започео десетогодишњи рад пишући Интернет рубрике за Инфоворлд. Постао је капиталиста ризика у 2001. години и тренутно је генреални партнер у Polaris Venture Partners. Године 1997. години постао је саоснивач Pop!Tech.
У новембру 2010. је изабран је да води иновације на Универзитету Тексас у Остину. Започео је свој рад у јануару 2011. године, и пензионисан као професор емеритус електротехнике и рачунарства крајем 2021. године. Меткалф је 2016. године био кључни предавач на Конгресу лидера будуће науке и технологије, 2019. је представио је меморијално предавање Бернарда Прајса у Јужној Африци.
У јуну 2022., Меткалфе је најавио да ће се вратити на MIT са пуним радним временом да би се придружио лабораторији CSAIL као истраживачки сарадник и рачунарски инжењер који ради са лабораторијом MIT Џулија програмског језика.

## Награде
Меткалф је награђен „The IEEE Medal of Honor” 1996. године за примерено и одрживо вођство у развоју, стандардизацији и комерцијализацији Етернета. Он је такође 2003. године био награђен од стане председника Буша у Белој кући "National Medal of Technology and Innovation" за "лидерство у инвенцији, стандардизацију и комерцијализацију Етернета".
У мају 2007. године, заједно са 17 других, Меткалф је укључен у Национална алеју славних инвентора за свој рад са Етернет технологијом. У октобру 2008. године примио је награду Националног рачунарског музеја за фундаметални допринос инвенцијама, стандардизацији и комерцијализацији Етернета.
|                         | Награде и успеси                            |                             |
| Доделио Џоел С. Енгел   | „IEEE медаља Александра Грахама Бела”, 1988 | Освојио и Гералд Р. Еш      |
| Доделио Стефан Вознијак | „ACM награда Грејс Мари Хопер” 1980         | Освојио и Даниел С. Броклин |

## Погрешна процена
Упркос својим запаженим радом у области технологија, Меткалф је можда највише познат по свом нетачном предвиђању 1995. године да ће Интернет претрпети „катастрофалан колапс” у наредној години, те да ће у супротном случају прогутати своје речи. Током свог главног говора на шестој Интернационоалној светској World Web конференцији, копију своје колумне помешао је са течношћу, а потом је попио пред учесницима. Ово се догодило након што је покушао да поједе своје речи постављене на великој торти, међутим јавност није била спремна да то прихвати.
Меткалф је познат по својој оштрој критици отворених софтера, Линукса тачније, предвиђајући да ће бити уништен након што Мајкрософт пласира на тржиште Виндоус 2000. године. Такође, 2006. године предвидео је да Линукс и Мајкрософт неће бити у стању да узађу на крај са видеом. Боб Меткалф је у телевизијском интерјвјуу тврдио да тренутни оперативни системи неће бити у стању да се на адекватан начин изборе са долазећим „видео интернетом”" и предлаже развијање нових оперативних сиситема у предстојећим годинама.